# Economia de Benín

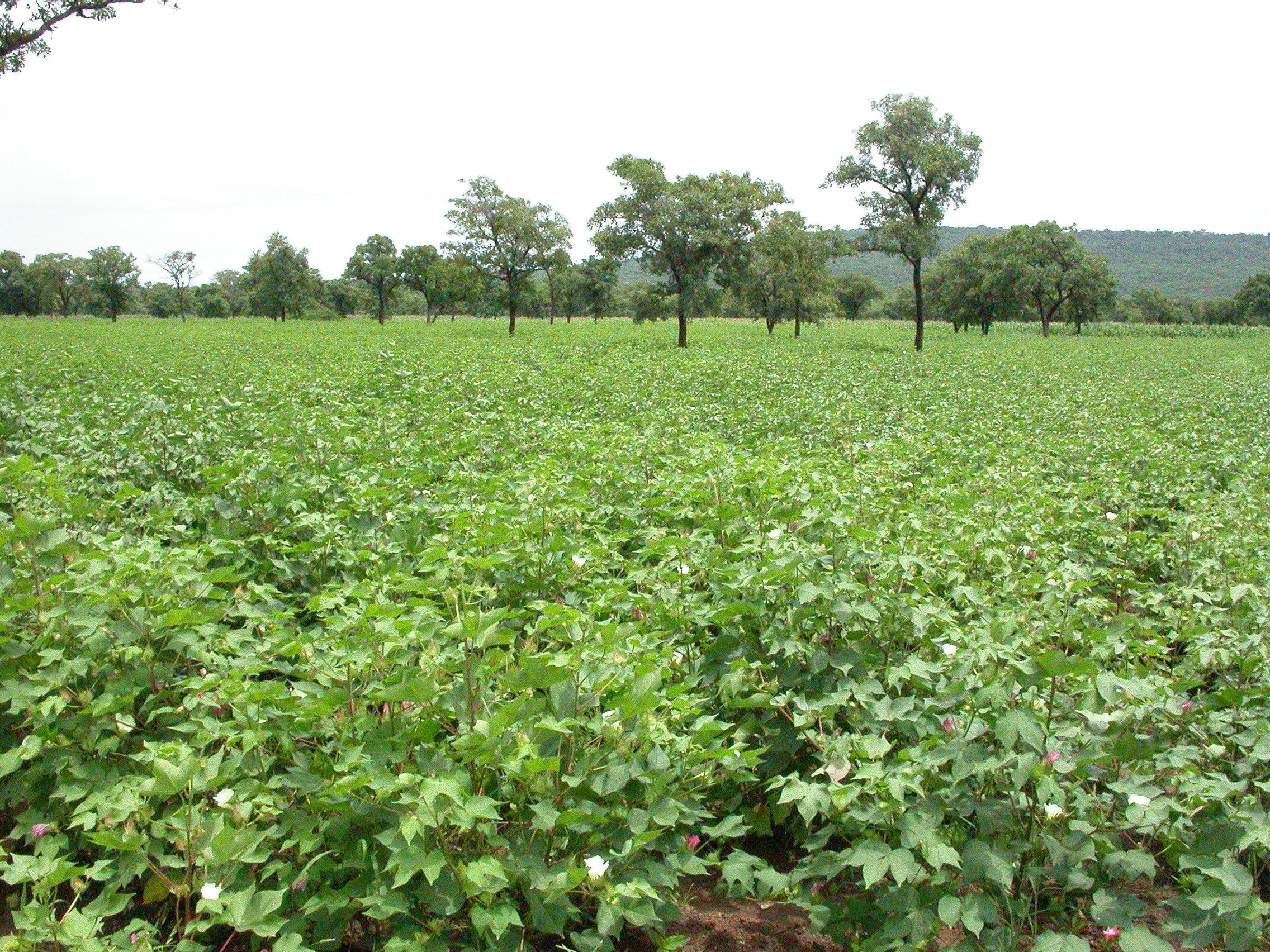
Plantació de cotó a Benín.

L'economia de Benín és subdesenvolupada i dependent, el cotó representa 40% del PIB i aproximadament 80% dels ingressos d'exportacions oficials. Hi ha igualment una producció de les tèxtills, dels productes de palma, i del cacau. La dacsa, les mongetes, l'arròs, el cacauet, els anacards, els ananàs, la tapioca, els nyams i altres tubercles són conreats per a la subsistència local.
Benín ha començat a produir una quantitat modesta de petroli en el mar l'octubre 1982. La producció ha cessat aquests últims anys però l'exploració de noves localitzacions és contínua. Una flota de pesca modesta proporciona els peixos i la gamba per a la subsistència local i l'exportació a Europa.